# 원비 니오후루씨 (숭덕제)
원비 니오후루씨 (元妃 鈕祜祿氏, 1593년 ~ 1612년)은 슈허지바얀계 뉴호록씨이고, 만주 양황기 기인이다. 어이두의 딸이고, 청 태종 홍타이지의 복진이고, 후대의 문헌에서는 청태종 원비라고 칭한다. 원비, 그녀를 홍타이지 원비라고 칭하는 것은 당시의 호칭이 아니다.

## 생애
『개국좌운공신홍의공가보(開國佐運功臣弘毅公家譜)』에 따르면, 그녀는 후금의 개국 5대신 중 하나인 홍의공 어이두(Eidu, 額亦都)의 딸로, 토리노액도독의 손녀이자 아령아발안의 증손녀이다. 당시 후금의 귀족은 일부다처다첩제를 받아서 여러 처들을 복진이라 불렀다.
명 만력 39년 (1611년), 니오후루씨는 홍타이지의 3남 로보호이를 낳았다. 만력 40년 (1612년), 니오후루씨가 사망하였다. 천명 2년 (1617년), 아들 로보호이가 요절하였고, 시호는 없다.
홍타이지가 즉위한 후, 그녀와 계실 울라나라씨를 황후로 추존하지 않았다. 『만문노문』의 기록에 의하면, 천명 8년 (1623년), 누르하치는 팔각전에서 그의 누이 첨하공주와 여러 여자를 불러모으고, 차르거이의 매제인 후거의 어머니를 거론하며 아버지 집으로 돌아가던 중, 예인상을 타고 누르하치와 적출 어린 숙부이자 동생인 아지거의 문을 지나갔다. 이 일로 누르하치가 업신여겼다고 생각하였고, 홍타이지는 그녀를 버렸다. 후거의 생모이자 홍타이지의 계실인 울라나라씨의 아버지 울라패륵 보커도와 보커도의 아들 슈서는 이미 만력 35년 오갈암 전투에서 누르차히의 차남 다이샨에 의해 참살당했다. 차르거이는 니오후루씨의 셋째 오빠이다. 그러므로 홍타이지에게 버려진 복진은 울라나라씨가 아니다.

## 같이 보기
- 입팔분공